# Далматовский уезд
Далматовский уезд — административная единица Пермского наместничества Российской империи, существовавшая в 1781—1796 годах. В настоящее время территория Далматовского уезда входит в состав Курганской и Свердловской областей.

## География
Далматовский уезд граничил:
- на западе — с Екатеринбургским уездом Екатеринбургской области Пермского наместничества
- на севере — с Камышловским уездом Екатеринбургской области Пермского наместничества
- на востоке — с Шадринским уездом Екатеринбургской области Пермского наместничества
- на юге — с Челябинским уездом Екатеринбургской области Пермского наместничества (с 1782 года Челябинский уезд в составе Оренбургской области Уфимского наместничества)

## История
Далматовский уезд образован 27 января (7 февраля) 1781 года в составе Екатеринбургской области Пермского наместничества.
12 (23) декабря 1796 года Далматовский уезд упразднён, территория распределена между Екатеринбургским, Камышловским и Шадринским уездами. Далматов превращён в заштатный город Шадринского уезда вновь образованной Пермской губернии.